# Papež Benedikt VIII.
Papež Benedikt VIII. ((latinsko Papa Benedictus Octavus)  rojen kot Teofilakt II. Tuskulski (latinsko Theophylactus Secundus Tusculanus; italijansko Teofilatto II dei Conti di Tuscolo), je bil italijaski papež, * okrog 980 , Rim (Papeška država, Sveto rimsko cesarstvo), † 9. april 1024, Rim (Papeška država, Sveto rimsko cesarstvo; danes: Italija). 

Papež je bil od 18. maja 1012 do svoje smrti, 9. aprila 1024.

## Življenjepis

### Izvor in vzpon
Drugi sin grofa Gregorja Tuskulskega in Marije Teofilakt II. je pripadal plemiški družini Tuskulskih grofov. Oče Gregor  je bil admiral papeškega ladjevja, za kar ga je imenoval cesar Oton III. Saški, kakor tudi senator.  Mlajši brat Roman (Romano) je bil prihodnji Papež Janez XIX., Alberik (Alberico di Tusculo) pa oče prihodnjega Benedikta IX.. Bil je torej potomec Teofilakta I. Tuskulskega, podobno kot njegov prednik Benedikt VI.. 

O njegovi službi si poročila nasprotujejo. Po enih je postavil Teofilakta za kardinala-škofa suburbikarne škofije Porto Silvester II. 1001; po drugem izročilu pa je bil v trenutku papeške izvolitve še laik.   

## Papež
Njegov predhodnik Sergij IV., ki je bil pod vplivom rimske plemiške družine Krescencijev, je umrl 12. maja 1012. Nenavaden splet okoliščin je hotel, da je umrl le nekaj dni po njegovi smrti, 18. maja 1012, tudi njegov zaščitnik Giovanni II. Crescenzio. To je sprožilo govorice, da so ga spravili na oni svet novi gospodarji Rima, Tuskulski grofje. 
S Sergijevo smrtjo je prenehala tudi vladavina Krescencijev; oblast nad Rimom so prevzeli tuskulanski grofje ter jo obdržali do 1044. V tem času so postavili tri papeže iz svojega rodu. Prvi je bil Benedikt VIII., ki so ga izvolili že 13. maja, - po nekaterih virih celo že 20. aprila – ko je bil njegov predhodnik še živ. Posvečen in umeščen je bil 18. maja 1012. 

Stranka Krescencijev je sicer skušala uveljaviti svojega kandidata Gregorja VI., vendar se je ta moral umakniti po pravi državljanski vojni ter poiskati zaščite pri bodočem nemškem oziroma svetorimskem cesarju, ki pa se je že odločil za njemu bolj naklonjene Tuskulance; zato ga štejemo med protipapeže. 

### Cesarsko kronanje
Kralj Henrik II. je krenil z ženo, spremstvom in vojsko v Italijo jeseni 1013 in je božične praznike prebil v Paviji; s papežem se je sešel v Raveni, kjer sta reševala pereča vprašanja in napravila načrte za prihodnost. Papež se je vrnil v Rim in prihajajočemu kralju pred rimskimi vrati podaril križ in z dragulji okrašeno zlato vladarsko jabolko. Pred vrati cerkve sv. Petra ga je spet sprejel z vprašanjem: “Ali hočeš biti rimski Cerkvi, meni in naslednikom vesten branilec in zvest v vseh zadevah?” Na pritrdilen odgovor sta se napotila h konfesiji sv. Petra. Tam je papež mazilil kralja in kraljico ter ju kronal s cesarsko krono; cesar je dotedanjo kraljevsko krono postavil na oltar kot zaobljubni dar svetemu Petru. Ko je torej Benedikt VIII. 14. februarja 1014 v Rimu kronal Henrika II. za svetorimskega cesarja, njegovo ženo Kunigundo pa za cesarico, so to nato proslavili z ljudsko veselico. 
  
Na Henrikovo povabilo se je 1020 sam podal na pot v Nemčijo, praznoval v Bambergu Veliko noč, posvetil novozgrajeno baziliko sv. Štefana in obiskal grob sv. Bonifacija v Fuldi. Obnovil je privilegije, ki so jih Bambergu podelili njegovi predniki, a cesar je obnovil otonijanski privilegij. Papežev obisk je pobudil na Nemškem veliko pozornost, a cesar mu je v znamenje hvaležnosti podaril v fevd Bamberg s celotno škofijo. Škof je odslej papežu letno pošiljal tisoč zlatnikov. 

### PridobitevSardinije
Že za časa Silvestrovega papeževanja so 1002 muslimanski Saraceni zasedli otok Sardinijo; za časa Benediktovega pontifikata pa so obnosili napade na južne obale Italije. Na Sardiniji so se utrdili in od tam opustošili Piso.  V tem času so se začeli v Italiji naseljevati tudi Normani. Papež je stopil z njimi v prijateljske odnose ter sklenil zvezo s Piso in Genovo; z združenimi močmi so pregnali Saracene z otoka: 1016 so jih pod osebnim papeževim vodstvom pri Luniju v Liguriji uspešno premagali na suhem in na morju.  

### Dela
- »Documenta Catholica Omnia« (v latinščini). Pridobljeno 6. decembra 2011.

1. Na sinodi v Paviji, ki se je je udeležil tudi Henrik II., je obsodil simonistično oddajanje cerkvenih služb in ostro nastopil proti zakonski zvezi duhovnikov; tisti, ki so imeli priležnice in jih niso hoteli odpustiti, so morali zapustiti kleriški stan. Pri slednjem je bilo v ozadju predvsem ekonomsko vprašanje: poročeni duhovniki so beneficije, posestva, ki so bila povezana z opravljanjem določene cerkvene službe, prepuščali svojim otrokom in jih tako odtujevali Cerkvi. Henrik II. je sklepe te sinode razglasil za državne zakone. [13]
2. Cerkveno politiko cesarja Henrika II. so navdihovali klinijski ideali in on sam se je imel za orodje cerkvene obnove. Papež in cesar sta sprejela odločitve, ki so bile naklonjene cerkvenemu življenju; tako sta na primer določila starostno dobo za prejem svetih redov, kakor tudi odloke zoper simonijo in druge zlorabe.
3. Benedikt se je torej trudil za cerkveno obnovo. Prijatelj svetega Odila, klinijskega opata v Franciji, je Benedikt podpiral meniško obnovitveno gibanje, ki so ga vodili benediktinci. [14]
4. Benedikt je podpiral neodvisnost samostanov in jih branil pred plemstvom. [15]
5. Da bi učvrstil mir med krščanskimi deželami, je spodbujal Božji mir. [16]

## Smrt in spomin
Benedikt VIII. je umrl 9. aprila 1024 v Rimu. 

Pokopan je v stari cerkvi sv. Petra v Vatikanu.
Njegov grob je bil razdejan med podiranjem stare Bazilike in gradnjo nove v 17. stoletju. 

### Teofilaktov rodovnik
|                                                       |                                                       |                                                       |                                                       |                                                       |                                                       |  |  |                                       |                                       |                                       |                                       |                                       |                                       | Teofilakt I., tuskulski grof 864–924 | Teofilakt I., tuskulski grof 864–924 | Teofilakt I., tuskulski grof 864–924 | Teofilakt I., tuskulski grof 864–924 | Teofilakt I., tuskulski grof 864–924 | Teofilakt I., tuskulski grof 864–924 |                                    |                                    | Teodora         | Teodora         | Teodora                        | Teodora                        | Teodora                        | Teodora                        |                                |                                |                             |                             |                             |                             |  |  |  |  |  |  |  |  |  |  |  |  |  |  |
|                                                       |                                                       |                                                       |                                                       |                                                       |                                                       |  |  |                                       |                                       |                                       |                                       |                                       |                                       | Teofilakt I., tuskulski grof 864–924 | Teofilakt I., tuskulski grof 864–924 | Teofilakt I., tuskulski grof 864–924 | Teofilakt I., tuskulski grof 864–924 | Teofilakt I., tuskulski grof 864–924 | Teofilakt I., tuskulski grof 864–924 |                                    |                                    | Teodora         | Teodora         | Teodora                        | Teodora                        | Teodora                        | Teodora                        |                                |                                |                             |                             |                             |                             |  |  |  |  |  |  |  |  |  |  |  |  |  |  |
|                                                       |                                                       |                                                       |                                                       |                                                       |                                                       |  |  |                                       |                                       |                                       |                                       |                                       |                                       |                                      |                                      |                                      |                                      |                                      |                                      |                                    |                                    |                 |                 |                                |                                |                                |                                |                                |                                |                             |                             |                             |                             |  |  |  |  |  |  |  |  |  |  |  |  |  |  |
| Hugo Italijanski 887-924-948 (tudi poročen z Marozio) | Hugo Italijanski 887-924-948 (tudi poročen z Marozio) | Hugo Italijanski 887-924-948 (tudi poročen z Marozio) | Hugo Italijanski 887-924-948 (tudi poročen z Marozio) | Hugo Italijanski 887-924-948 (tudi poročen z Marozio) | Hugo Italijanski 887-924-948 (tudi poročen z Marozio) |  |  | Alberik I. Spoletski (grof) d. 925    | Alberik I. Spoletski (grof) d. 925    | Alberik I. Spoletski (grof) d. 925    | Alberik I. Spoletski (grof) d. 925    | Alberik I. Spoletski (grof) d. 925    | Alberik I. Spoletski (grof) d. 925    |                                      |                                      |                                      |                                      | Marozia 890–937                      | Marozia 890–937                      | Marozia 890–937                    | Marozia 890–937                    | Marozia 890–937 | Marozia 890–937 |                                |                                |                                |                                | Sergij III. (papež) 904–911    | Sergij III. (papež) 904–911    | Sergij III. (papež) 904–911 | Sergij III. (papež) 904–911 | Sergij III. (papež) 904–911 | Sergij III. (papež) 904–911 |  |  |  |  |  |  |  |  |  |  |  |  |  |  |
| Hugo Italijanski 887-924-948 (tudi poročen z Marozio) | Hugo Italijanski 887-924-948 (tudi poročen z Marozio) | Hugo Italijanski 887-924-948 (tudi poročen z Marozio) | Hugo Italijanski 887-924-948 (tudi poročen z Marozio) | Hugo Italijanski 887-924-948 (tudi poročen z Marozio) | Hugo Italijanski 887-924-948 (tudi poročen z Marozio) |  |  | Alberik I. Spoletski (grof) d. 925    | Alberik I. Spoletski (grof) d. 925    | Alberik I. Spoletski (grof) d. 925    | Alberik I. Spoletski (grof) d. 925    | Alberik I. Spoletski (grof) d. 925    | Alberik I. Spoletski (grof) d. 925    |                                      |                                      |                                      |                                      | Marozia 890–937                      | Marozia 890–937                      | Marozia 890–937                    | Marozia 890–937                    | Marozia 890–937 | Marozia 890–937 |                                |                                |                                |                                | Sergij III. (papež) 904–911    | Sergij III. (papež) 904–911    | Sergij III. (papež) 904–911 | Sergij III. (papež) 904–911 | Sergij III. (papež) 904–911 | Sergij III. (papež) 904–911 |  |  |  |  |  |  |  |  |  |  |  |  |  |  |
|                                                       |                                                       |                                                       |                                                       |                                                       |                                                       |  |  |                                       |                                       |                                       |                                       |                                       |                                       |                                      |                                      |                                      |                                      |                                      |                                      |                                    |                                    |                 |                 |                                |                                |                                |                                |                                |                                |                             |                             |                             |                             |  |  |  |  |  |  |  |  |  |  |  |  |  |  |
|                                                       |                                                       |                                                       |                                                       |                                                       |                                                       |  |  |                                       |                                       |                                       |                                       |                                       |                                       |                                      |                                      |                                      |                                      |                                      |                                      |                                    |                                    |                 |                 |                                |                                |                                |                                |                                |                                |                             |                             |                             |                             |  |  |  |  |  |  |  |  |  |  |  |  |  |  |
| Alda Viennska                                         | Alda Viennska                                         | Alda Viennska                                         | Alda Viennska                                         | Alda Viennska                                         | Alda Viennska                                         |  |  | Alberik II. Spoletski 905–954         | Alberik II. Spoletski 905–954         | Alberik II. Spoletski 905–954         | Alberik II. Spoletski 905–954         | Alberik II. Spoletski 905–954         | Alberik II. Spoletski 905–954         |                                      |                                      | David ali Deodat                     | David ali Deodat                     | David ali Deodat                     | David ali Deodat                     | David ali Deodat                   | David ali Deodat                   |                 |                 | Janez XI. (papež) 931–935      | Janez XI. (papež) 931–935      | Janez XI. (papež) 931–935      | Janez XI. (papež) 931–935      | Janez XI. (papež) 931–935      | Janez XI. (papež) 931–935      |                             |                             |                             |                             |  |  |  |  |  |  |  |  |  |  |  |  |  |  |
| Alda Viennska                                         | Alda Viennska                                         | Alda Viennska                                         | Alda Viennska                                         | Alda Viennska                                         | Alda Viennska                                         |  |  | Alberik II. Spoletski 905–954         | Alberik II. Spoletski 905–954         | Alberik II. Spoletski 905–954         | Alberik II. Spoletski 905–954         | Alberik II. Spoletski 905–954         | Alberik II. Spoletski 905–954         |                                      |                                      | David ali Deodat                     | David ali Deodat                     | David ali Deodat                     | David ali Deodat                     | David ali Deodat                   | David ali Deodat                   |                 |                 | Janez XI. (papež) 931–935      | Janez XI. (papež) 931–935      | Janez XI. (papež) 931–935      | Janez XI. (papež) 931–935      | Janez XI. (papež) 931–935      | Janez XI. (papež) 931–935      |                             |                             |                             |                             |  |  |  |  |  |  |  |  |  |  |  |  |  |  |
|                                                       |                                                       |                                                       |                                                       |                                                       |                                                       |  |  |                                       |                                       |                                       |                                       |                                       |                                       |                                      |                                      |                                      |                                      |                                      |                                      |                                    |                                    |                 |                 |                                |                                |                                |                                |                                |                                |                             |                             |                             |                             |  |  |  |  |  |  |  |  |  |  |  |  |  |  |
|                                                       |                                                       |                                                       |                                                       |                                                       |                                                       |  |  |                                       |                                       |                                       |                                       |                                       |                                       |                                      |                                      |                                      |                                      |                                      |                                      |                                    |                                    |                 |                 |                                |                                |                                |                                |                                |                                |                             |                             |                             |                             |  |  |  |  |  |  |  |  |  |  |  |  |  |  |
| Gregor I. Tuskulski (grof)                            | Gregor I. Tuskulski (grof)                            | Gregor I. Tuskulski (grof)                            | Gregor I. Tuskulski (grof)                            | Gregor I. Tuskulski (grof)                            | Gregor I. Tuskulski (grof)                            |  |  | Janez XII. (papež) 955–964            | Janez XII. (papež) 955–964            | Janez XII. (papež) 955–964            | Janez XII. (papež) 955–964            | Janez XII. (papež) 955–964            | Janez XII. (papež) 955–964            |                                      |                                      | Benedikt VII. (papež) 974-983        | Benedikt VII. (papež) 974-983        | Benedikt VII. (papež) 974-983        | Benedikt VII. (papež) 974-983        | Benedikt VII. (papež) 974-983      | Benedikt VII. (papež) 974-983      |                 |                 |                                |                                |                                |                                |                                |                                |                             |                             |                             |                             |  |  |  |  |  |  |  |  |  |  |  |  |  |  |
| Gregor I. Tuskulski (grof)                            | Gregor I. Tuskulski (grof)                            | Gregor I. Tuskulski (grof)                            | Gregor I. Tuskulski (grof)                            | Gregor I. Tuskulski (grof)                            | Gregor I. Tuskulski (grof)                            |  |  | Janez XII. (papež) 955–964            | Janez XII. (papež) 955–964            | Janez XII. (papež) 955–964            | Janez XII. (papež) 955–964            | Janez XII. (papež) 955–964            | Janez XII. (papež) 955–964            |                                      |                                      | Benedikt VII. (papež) 974-983        | Benedikt VII. (papež) 974-983        | Benedikt VII. (papež) 974-983        | Benedikt VII. (papež) 974-983        | Benedikt VII. (papež) 974-983      | Benedikt VII. (papež) 974-983      |                 |                 |                                |                                |                                |                                |                                |                                |                             |                             |                             |                             |  |  |  |  |  |  |  |  |  |  |  |  |  |  |
|                                                       |                                                       |                                                       |                                                       |                                                       |                                                       |  |  |                                       |                                       |                                       |                                       |                                       |                                       |                                      |                                      |                                      |                                      |                                      |                                      |                                    |                                    |                 |                 |                                |                                |                                |                                |                                |                                |                             |                             |                             |                             |  |  |  |  |  |  |  |  |  |  |  |  |  |  |
| Benedikt VIII. (papež) papež 1012–1024                | Benedikt VIII. (papež) papež 1012–1024                | Benedikt VIII. (papež) papež 1012–1024                | Benedikt VIII. (papež) papež 1012–1024                | Benedikt VIII. (papež) papež 1012–1024                | Benedikt VIII. (papež) papež 1012–1024                |  |  | Alberik III. Tuskulski (grof) u. 1044 | Alberik III. Tuskulski (grof) u. 1044 | Alberik III. Tuskulski (grof) u. 1044 | Alberik III. Tuskulski (grof) u. 1044 | Alberik III. Tuskulski (grof) u. 1044 | Alberik III. Tuskulski (grof) u. 1044 |                                      |                                      | Janez XIX. (papež) papež 1024–1032   | Janez XIX. (papež) papež 1024–1032   | Janez XIX. (papež) papež 1024–1032   | Janez XIX. (papež) papež 1024–1032   | Janez XIX. (papež) papež 1024–1032 | Janez XIX. (papež) papež 1024–1032 |                 |                 |                                |                                |                                |                                |                                |                                |                             |                             |                             |                             |  |  |  |  |  |  |  |  |  |  |  |  |  |  |
| Benedikt VIII. (papež) papež 1012–1024                | Benedikt VIII. (papež) papež 1012–1024                | Benedikt VIII. (papež) papež 1012–1024                | Benedikt VIII. (papež) papež 1012–1024                | Benedikt VIII. (papež) papež 1012–1024                | Benedikt VIII. (papež) papež 1012–1024                |  |  | Alberik III. Tuskulski (grof) u. 1044 | Alberik III. Tuskulski (grof) u. 1044 | Alberik III. Tuskulski (grof) u. 1044 | Alberik III. Tuskulski (grof) u. 1044 | Alberik III. Tuskulski (grof) u. 1044 | Alberik III. Tuskulski (grof) u. 1044 |                                      |                                      | Janez XIX. (papež) papež 1024–1032   | Janez XIX. (papež) papež 1024–1032   | Janez XIX. (papež) papež 1024–1032   | Janez XIX. (papež) papež 1024–1032   | Janez XIX. (papež) papež 1024–1032 | Janez XIX. (papež) papež 1024–1032 |                 |                 |                                |                                |                                |                                |                                |                                |                             |                             |                             |                             |  |  |  |  |  |  |  |  |  |  |  |  |  |  |
|                                                       |                                                       |                                                       |                                                       |                                                       |                                                       |  |  |                                       |                                       |                                       |                                       |                                       |                                       |                                      |                                      |                                      |                                      |                                      |                                      |                                    |                                    |                 |                 |                                |                                |                                |                                |                                |                                |                             |                             |                             |                             |  |  |  |  |  |  |  |  |  |  |  |  |  |  |
| vojvoda Peter Rimski                                  | vojvoda Peter Rimski                                  | vojvoda Peter Rimski                                  | vojvoda Peter Rimski                                  | vojvoda Peter Rimski                                  | vojvoda Peter Rimski                                  |  |  | Gaius                                 | Gaius                                 | Gaius                                 | Gaius                                 | Gaius                                 | Gaius                                 |                                      |                                      | Octavianus                           | Octavianus                           | Octavianus                           | Octavianus                           | Octavianus                         | Octavianus                         |                 |                 | Benedikt IX. (papež) 1032–1048 | Benedikt IX. (papež) 1032–1048 | Benedikt IX. (papež) 1032–1048 | Benedikt IX. (papež) 1032–1048 | Benedikt IX. (papež) 1032–1048 | Benedikt IX. (papež) 1032–1048 |                             |                             |                             |                             |  |  |  |  |  |  |  |  |  |  |  |  |  |  |

### Teofilaktovo družinsko deblo
| Papež Benedikt VIII. (Teofilatto II di Tuscolo) | Oče: Gregorio I di Tuscolo | Očetov dedek: Alberico II di Spoleto | Očetov pradedek: Alberico I di Spoleto           |
| Papež Benedikt VIII. (Teofilatto II di Tuscolo) | Oče: Gregorio I di Tuscolo | Očetov dedek: Alberico II di Spoleto | Očetova prababica: Marozia, italijanska kraljica |
| Papež Benedikt VIII. (Teofilatto II di Tuscolo) | Oče: Gregorio I di Tuscolo | Očetova babica: Stefania Crescenzi   | Očetov pradedek: Giovanni Crescenzi I            |
| Papež Benedikt VIII. (Teofilatto II di Tuscolo) | Oče: Gregorio I di Tuscolo | Očetova babica: Stefania Crescenzi   | Očetova prababica: Teodora II dei Teofilatti     |
| Papež Benedikt VIII. (Teofilatto II di Tuscolo) | Mati: Maria                | Materin dedek: ?                     | Materin pradedek: ?                              |
| Papež Benedikt VIII. (Teofilatto II di Tuscolo) | Mati: Maria                | Materin dedek: ?                     | Materina prababica: ?                            |
| Papež Benedikt VIII. (Teofilatto II di Tuscolo) | Mati: Maria                | Materina babica: ?                   | Materin pradedek: ?                              |
| Papež Benedikt VIII. (Teofilatto II di Tuscolo) | Mati: Maria                | Materina babica: ?                   | Materina prababica: ?                            |

## Ocena
- Njegov pontifikat je značilen po tesnem sodelovanju s cesarjem in po prizadevanjih za krepitev papeštva. [18]
- Benedikt je imel odločen in krepak značaj, kot fevdalni gospod, in je kot tak deloval zoper gospodo, ki je nezakonito zasedla cerkvena posestva; na ta način je širil tudi področje svojega vpliva. [19]
- Benedikt se je izkazal bolj kot posvetni vladar kot papež, saj je uporabil več časa za vojaške odprave (kot za strogo cerkvene zadeve). Obnovil je papeško oblast v Kampanji in Toskani z oboroženo silo; porazil je Saracene v severni Italiji, ki jim je 1016  poveljeval al-Mugiāhid (1016-17); spodbujal je normanske morske gusarje v njihovih napadih na bizantinsko moč na jugu Italije. Podprl je protibizantinsko vstajo, ki jo je začel Melus [20]1016. 1020 se je obrnil na svetorimskega cesarja, ki je potrdil otonijanski privilegij v dobro Cerkve, nakar se je sam udeležil neuspešnega pohoda zoper Bizantince 1022.
- Kelly piše o Benediktu VIII. naslednje[21]: »Učinkovit upravnik in pripravljen na bitko, primerljiv v vsem fevdalnemu plemiču, se je Benedikt trudil večji del svojh naslednjih šestih let v podjetjih, ki so imela za cilj napraviti Rim za politično središče Italije.« In na drugem mestu: »Benedikt je bil človek dejanja in sposoben politik bolj kot posvečen verskim vprašanjem; na ta način je uspel obvladati okoliščine, kot je omenil eden od njegovih sodobnikov, bolj kot njegovi neposredni predhodniki.« [22]